# HMS Triumph (1944)
HMS Triumph (Корабль Его Величества «Тра́йэмф», от латинского «триумф») — британский авианосец типа «Колоссус». Введён в строй после окончания Второй мировой войны. В качестве авианосца применялся во время войны в Корее. В дальнейшем переоборудован в плавучую ремонтно-техническую базу. Разобран на металл в 1981 году.

## История
В октябре 1955 года находился с визитом «доброй воли» в Ленинграде (СССР), поднявшись по Неве до моста Лейтенанта Шмидта.